# Comuna Borovne, Kamin-Kașîrskîi
Borovne (în ucraineană Боровне) este o comună în raionul Kamin-Kașîrskîi, regiunea Volînia, Ucraina, formată din satele Borovne (reședința), Jîtnivka și Nadricine.

## Demografie
Componența lingvistică a satului Borovne
     Ucraineană (99,84%)
     Alte limbi (0,16%)
Conform recensământului din 2001, majoritatea populației satului Borovne era vorbitoare de ucraineană (99,84%), existând în minoritate și vorbitori de alte limbi.